# اچ‌ان‌ای تکنولوژی
اچ‌ان‌ای تکنولوژی (انگلیسی: HNA Technology) با نام قبلی
شرکت سرمایه‌گذاری تیانجینگ تیانهای (انگلیسی: Tianjin Tianhai Investment Co. , Ltd.) شرکت هلدینگ چینی است که در خدمات حمل و نقل دریایی تخصص دارد. با این حال، در سال اخیر به عنوان ابزار سرمایه‌گذاری گروه اچ‌ان‌ای برای به دست آوردن یک شرکت آمریکایی گروه اچ‌ان‌ای شناخته شد. سهام A و B این شرکت در بورس شانگهای به فروش می‌رسد.